# Cerianthula melo
Cerianthula melo är en korallart som först beskrevs av Van Beneden 1897.  Cerianthula melo ingår i släktet Cerianthula och familjen Botrucnidiferidae. Inga underarter finns listade i Catalogue of Life.